# Sagan om Drakens återkomst (TV-serie)
Sagan om Drakens återkomst (engelska originalets titel: The Wheel of Time) är en amerikansk episk fantasy-tv-serie utgiven via Amazon Prime Video. Serien är baserad på Robert Jordans romanserie med samma namn och produceras av Sony Pictures Television och Amazon Studios.
Den första säsongen, bestående av åtta avsnitt, hade premiär på Prime Video den 19 november 2021, med de tre första avsnitten utgivna omedelbart och de återstående fem på veckobasis efter det, som kulminerade i säsongsfinalen den 24 december 2021. En andra säsong tillkännagavs i maj 2021.